# 廚師發辦

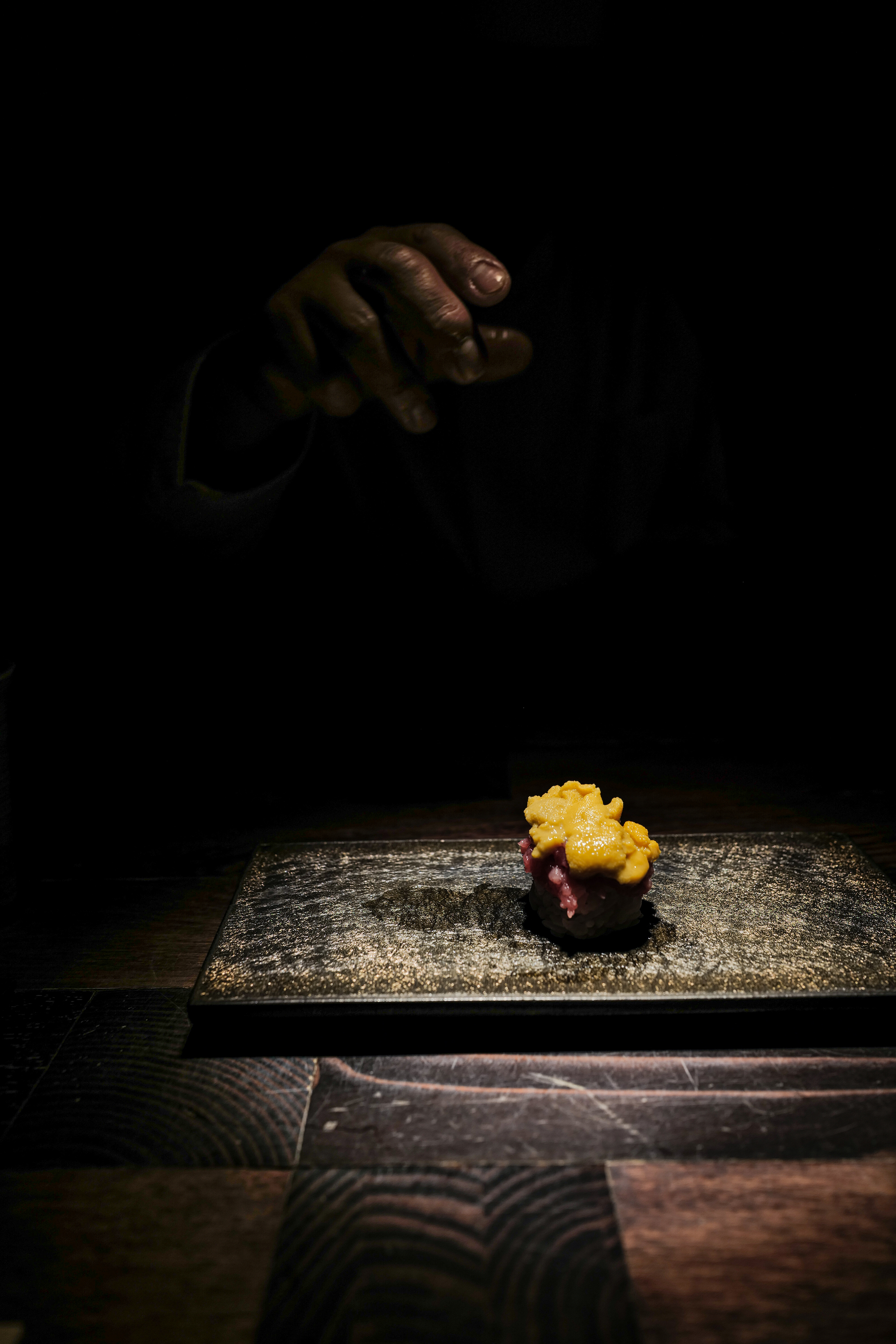
廚師發辦一例：壽司，主廚精選當季食材，一道一道呈現。

廚師發辦（日语： Omakase），又稱無菜單料理，是餐廳點餐的一種方式，由主廚決定用餐的菜單，在日本和香港均十分流行。一般而言，在廚師發辦的菜式，均以較為珍貴的食材為主，加上由廚師挑選及料理食材和菜色，因此部分廚師發辦用餐的平均價格虛高，性價比較低。除了刺身，廚師發辦亦會包含壽司、熟食等各種日式料理。
廚師發辦的日語（お任せ）的意思是「交給您了」，即指由廚師全權代替客人挑選食材並製作料理。